# Guvernementet Voronezj
Guvernementet Voronezj var ett guvernement i södra Ryssland och RSFSR som existerade 1725–1928.
Det var omgivet i norr och väster av guvernementen Tambov, Orel och Kursk, i söder och öster av Ukraina och Donska kosackrepubliken. Det hade en yta på 65 895 kvadratkilometer och 3 087 000 invånare (1915), därav mer än en tredjedel ukrainare i sydväst, återstoden ryssar samt några tusental tyska kolonister och romer.
Guvernementet tillhörde den centralryska platån, var jämnare i öster, mera kuperat i väster och hade en medelhöjd på 150-200 meter.
De nordligaste delarna av guvernementet hörde till skogsregionen; dock var endast 8,5 procent av totalarealen skog. Skövlingen av skogsbeståndet började redan under Peter den store, som använde ekvirket till skeppsbyggen. Jordmånen, i öster lera och sand, utgjordes i väster av bördig svartjord. Inte mindre än 69 procent av arealen var åker.